# Kamenszki járás (Rosztovi terület)
A Kamenszki járás (oroszul: Каменский муниципальный район) Oroszország egyik járása a Rosztovi területen. Székhelye Glubokij.

## Népesség
- 1989-ben 53 291 lakosa volt.
- 2002-ben 51 757 lakosa volt.
- 2010-ben 47 696 lakosa volt, melyből 44 869 orosz, 525 ukrán, 431 örmény, 203 fehérorosz, 202 cigány, 202 koreai, 199 hemsil, 96 dargin, 95 csecsen, 55 azeri, 46 üzbég, 43 moldáv, 40 udmurt, 37 tatár stb.